# پالم بیچ (کوئینزلند)
پالم بیچ (به انگلیسی: Palm Beach) یک حومه شهر در استرالیا است که در کوئینزلند واقع شده‌است.